# 우라사역
우라사역(일본어: 浦佐駅, うらさえき)은 일본 니가타현 미나미우오누마시에 있는, 동일본 여객철도의 철도역이다. 조에쓰 신칸센과 조에쓰선이 만난다.

## 역 구조
재래선인 조에쓰선 승강장은 지상 1층에 있으며 쌍섬식 2면 4선 구조이고, 조에쓰 신칸센 승강장은 고가 3층에 있으며 상대식 2면 2선선 구조이다. 조에쓰선 승강장의 상/하행 본선은 바깥쪽 선로이다.
동일본 여객철도 직영역으로 조에쓰선의 이쓰카마치역에서 기타호리노우치역까지와 다다미선의 오시라카와역에서 야부카미역까지를 관리한다. 역사 2층에는 미도리노마도구치(오전 6시 20분 ~ 오후 10시 40분 사이에만 영업), 지정석 발권기, 자동발권기, 대합실, 편의점 NEWDAYS, 소바 가게, 코인라커 등이 있다. 역사 1층의 서쪽 출구에는 단체 대합실이 갖추어져 있다.

### 승강장
| 재래선 |                 |        |                                                      |
| 1      | ■ 조에쓰선      | (하행) | 고이데 · 오지야 · 나가오카 방면                      |
| 2·3    | ■ 조에쓰선      |        | 임시용 승강장                                        |
| 4      | ■ 조에쓰선      | (상행) | 무이카마치 · 에치고유자와 · 미나카미 · 다카사키 방면 |
| 신칸센 |                 |        |                                                      |
| 11     | ■ 조에쓰 신칸센 | (하행) | 나가오카 · 니가타 방면                               |
| 12     | ■ 조에쓰 신칸센 | (상행) | 에치고유자와 · 다카사키 · 도쿄 방면                  |

## 이용 현황
| 승차 인원 추이 | 승차 인원 추이 |
| 연도           | 1일 평균 인수  |
| -------------- | -------------- |
| 2000           | 1,515          |
| 2001           | 1,514          |
| 2002           | 1,527          |
| 2003           | 1,504          |
| 2004           | 1,364          |
| 2005           | 1,401          |
| 2006           | 1,360          |
| 2007           | 1,327          |
| 2008           | 1,312          |
| 2009           | 1,275          |
| 2010           | 1,311          |

## 역세권 정보
역 동쪽 광장에는 버스 터미널과 택시 승차장, 다나카 가쿠에이 전 일본 총리의 동상이 있다.
- 국도 제17호선
- 미나미우오누마시청 야마토 청사
- 고쿠사이 대학
- 기타사토 대학 보건 위생 전문 대학원
- 이케다 기념 미술관

## 역사
- 1923년 9월 1일 - 일본국유철도 조에쓰호쿠 선의 역으로 개업했다.
- 1982년 11월 15일 - 조에쓰 신칸센의 개통으로 환승역이 되었다.
- 1987년 4월 1일 - 민영화에 따라 동일본 여객철도의 소속이 되었다.

## 인접역
| 동일본 여객철도 조에쓰 신칸센 | 동일본 여객철도 조에쓰 신칸센 | 동일본 여객철도 조에쓰 신칸센 |
| ----------------------------- | ----------------------------- | ----------------------------- |
| 에치고유자와 도쿄 방면        | ■ Max 도키·도키               | 나가오카 니가타 방면          |
| 동일본 여객철도 조에쓰선      |                               |                               |
| 이쓰카마치 다가사키 방면      | ■ 보통                        | 야이로 나가오카 방면          |